# Lincoln Versailles
Lincoln Versailles — компактний задньоприводний автомобіль класу люкс, який був проданий компанією Lincoln підрозділом Ford Motor Company. Лінкольн Версаль продавався з 1977 до 1980 року і є переробленим варіантом Mercury Monarch і Ford Granada (США).

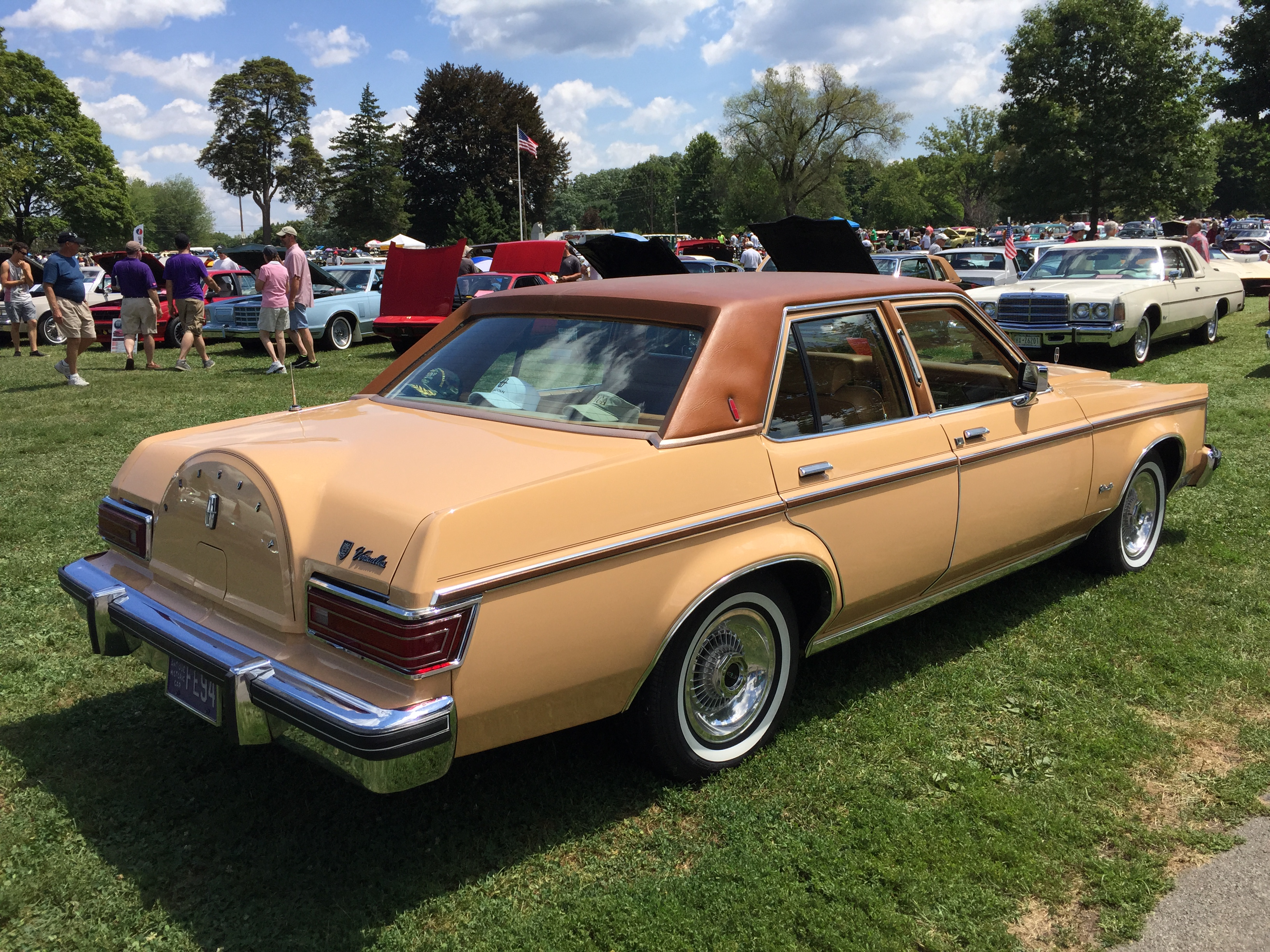
Lincoln Versailles

Lincoln Versailles був розроблений значною мірою як відповідь на Cadillac Seville та європейські розкоші седани. Всього 50 156 вироблено автомобілів, продажі Версаля добре потрапляли під прогнози Ford Motor Company.
Назва походить від одного місця Франції (Версальський палац 17 століття).

## Двигуни
- 5.8 л Windsor V8 137 к.с.
- 4.9 л Windsor V8 135 к.с.

## Продажі
| Рік  | Виробництво |
| ---- | ----------- |
| 1977 | 15,434      |
| 1978 | 8,931       |
| 1979 | 21,007      |
| 1980 | 4,784       |